# Teerapat Lohanan
Teerapat Lohanan (ธีรภัทร โลหนันทน์), noto anche con lo pseudonimo di Fluke (6 aprile 1996), è un attore thailandese, conosciuto in particolare per l'interpretazione di Golf nel film My Bromance.

## Filmografia

### Cinema
- My Bromance, regia di Nitchapoom Chaianun (2014)
- The Rain Stories, regia di Nitchapoom Chaianun (2016)
- Aom Kod Khemarat (2016)
- Remark, regia di Suwanun Pohgudsai (2016)
- Mang-Gud-Jee, regia di West Saharat (2017)
- Chiangmai Gangsters (2017)
- My Bromance 2, regia di Nitchapoom Chaianun (pre-produzione, 2018)[2]

### Cortometraggi
- My Bromance: Reunion, regia di Nitchapoom Chaianun (2015)[3]

### Televisione
- SOTUS: The Series - Phi wak tua rai kap nai pi nueng - serie TV, 9 episodi (2016-2017)